# Dadu He
Dadu, ook wel Dadu He of Tatu-rivier is een zijrivier van de Min Jiang, de waterrijkste zijrivier van de Yangtze.

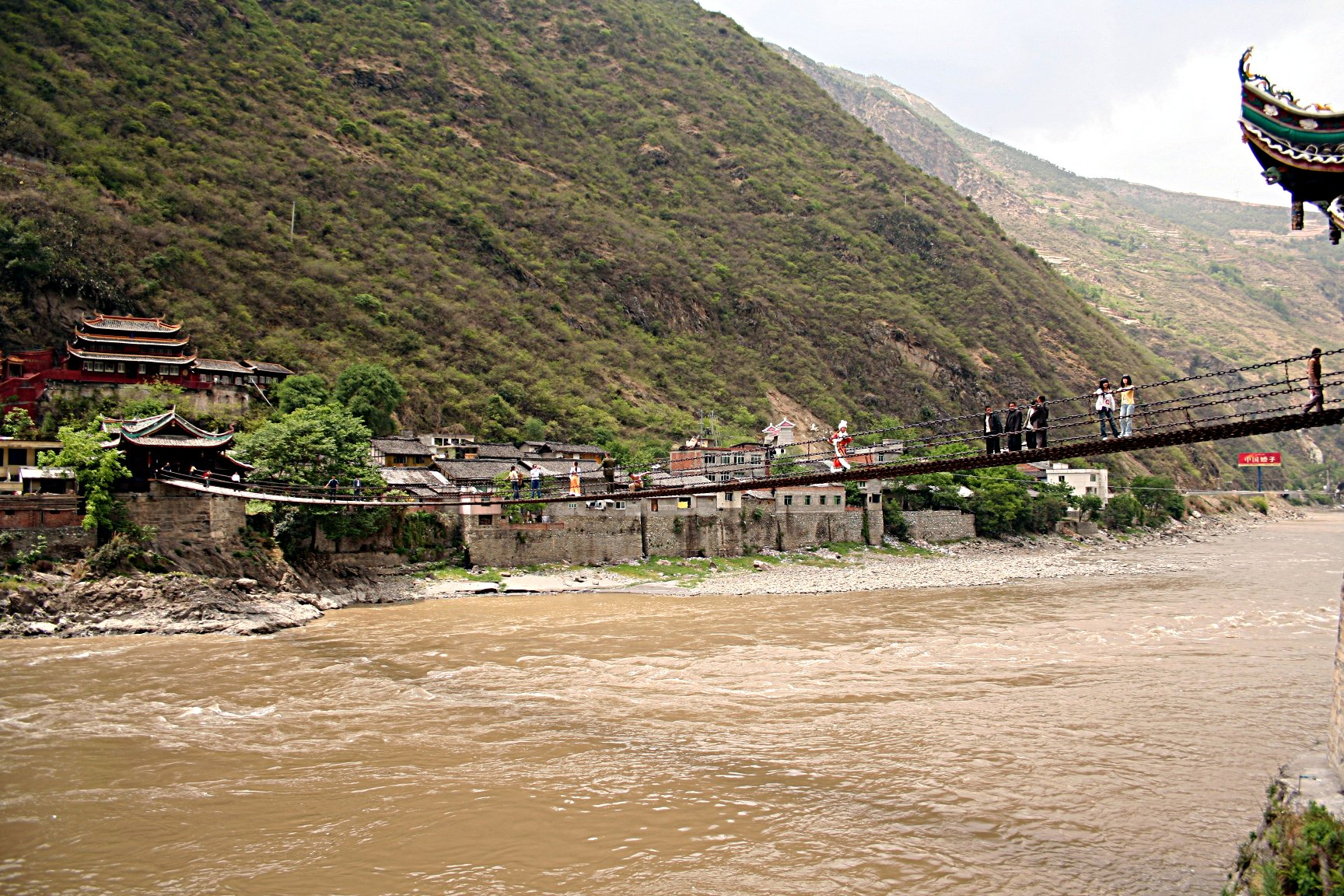
Ludingbrug

Dadu heeft een lengte van 1155 km en een stroomgebied van 92.000 km². Een van de bekendste punten langs de rivier is de ijzeren hangbrug van Luding. Tijdens de aardbeving van Sichuan van 1786 brak hier een dam waarbij 100.000 mensen om het leven kwamen.